# ディック&ジェーン 復讐は最高!
『ディック&ジェーン 復讐は最高!』（Fun with Dick and Jane）は、2005年のアメリカ映画。1977年の『おかしな泥棒 ディック&ジェーン』のリメイク作品。

## ストーリー
ディック・ハーバーはIT企業グローバーダイン社に勤めるエリートサラリーマン。マイホームも購入し、愛する妻ジェーンと息子ビルと共に順風満帆な家庭生活を送っていた。そして、遂に広報部長へ昇進が決定し、初仕事として経済番組に出演する。しかし、その経済番組でグローバーダイン社のCEOマカリスターが自社株を売り抜けていたことが発覚。またグローバーダイン社は粉飾決算で成り立っている会社だった。会社は倒産し、ディックは失業する。再就職するもうまくいかず、生活費を得るために自棄を起こして、強盗を計画する。

## キャスト
※括弧内は日本語吹替
- ディック・ハーパー - ジム・キャリー（山寺宏一）
- ジェーン・ハーバー - ティア・レオーニ（安達忍）
- ジャック・マカリスター - アレック・ボールドウィン（土師孝也）
- フランク・バスコム - リチャード・ジェンキンス（中博史）
- ヴェロニカ・クリーマン - アンジー・ハーモン（よのひかり）
- オズ・ピーターソン - カルロス・ジャコット（内田直哉）

## 特徴
- 本作はエンロン事件を基にしており、類似点が多い。
- スタッフロールの際には最初にエンロン、ワールドコム、タイコ(旧AMP)、アデルフィア、イムクローン、アーサー・アンダーセン、センダント、ヘルスサウスのCEOの名前が流れる。
- ディックの上司マカリスターの自宅は、マリブのマルホランド・ハイウェイにある「the Henman House」が使われた。

## サウンドトラック
- "I Believe I Can Fly" - R・ケリー
- "Smooth Operator" - シャーデー
- "Right Place Wrong Time" - ドクター・ジョン
- "What I Got" - サブライム
- "Sandstorm" - ダルード
- "Why Me Lord" - ジョニー・キャッシュ
- "Wedding" - ランディ・ニューマン
- "Time Bomb" - ランシド
- "Uncontrollable Urge" - ディーヴォ
- "Insane in the Brain" - サイプレス・ヒル
- "Alive & Amplified" - ザ・ムーニー・スズキ
- "The Best Things in Life Are Free" - サム・クック